# Blue Danube
I Blue Danube sono stati un gruppo musicale austriaco attivo negli anni '80.
Hanno rappresentato l'Austria all'Eurovision Song Contest 1980 con la canzone Du bist Musik, classificandosi all'ottavo posto. Il gruppo era composto da Marty Brem, Wolfgang 'Marc' Berry, Sylvia Schramm, Rena Mauris e Wolfgang Weiss.